# Wink van Kempen
Willem Lodewijk (Wink) van Kempen (Balikpapan, Borneo, 28 november 1948) is een Nederlands fotograaf, beeldend kunstenaar, organisator en kunstcoach. Hij is vooral bekend van zijn erotisch getinte bonte zweepjes en roeden, maar zijn werk is veelzijdiger.
Een NRC artikel uit 2000 stelde hem voor als een "performance-kunstenaar, fotograaf, heiden, subjectivist, zweepjesknutselaar en sinds kort internet-entrepeneur.

## Levensloop
Van Kempen is geboren en getogen in Balikpapan, Borneo. Hij volgde geen kunstopleiding, maar is van oorsprong fotograaf en ontwikkelde zich verder als autodidact. Eind jaren 60 werd hij lid van de Beroepsvereniging van Beeldende Kunstenaars.
In de loop van de jaren 60 maakte Van Kempen in vakkringen naam als fotograaf. In de jaren zeventig maakte hij deel uit van de kern van het videoteam in het Rotterdamse Lijnbaancentrum samen met Henk Elenga, Frédéric Kappelhof en Erik van Dieren.

In 1975 kwam Van Kempen met het initiatief tot het uitgeven van kleine betaalbare fotoboekjes van eigentijdse fotografen onder de naam Gemeen Goed. Voor de eerste serie van tien boekjes had de gemeente Rotterdam subsidie verstrekt. Het eerste boek in de reeks was De laffe nomaden met foto's van Van Kempen vormgegeven door Henk Elenga.
Van 1980 tot 2010 werkte van Kempen parttime als fotograaf voor het Centrum Beeldende Kunst in Rotterdam, en werkte verder als fotograaf mee aan diverse theaterproducties. Tussen 1981 en 1986 organiseerde hij voor het Lantaren/Venster een viertal festivals over performances. In navolging hierop organiseerde hij onder andere in 1989 samen met Henk Tas voor het Rotterdams Centrum voor Fotografisch Perspectief een talkshow over de uiteenlopende vormen en vitaliteit van de fotografie.
In het nieuwe millennium werkte Van Kempen samen met Henri van Zanten en Wim van Egmond aan het fototheater, een fullcolourmovementpainting, met choreografe Camilla Ulrich. Dit werd in 2002 gepresenteerd in TENT Rotterdam. Het werk van Van Kempen is onder andere in het bezit van het Stedelijk Museum Amsterdam.

## Werk
Van Kempen begon in de fotografie, en ontwikkelde zich tot wat hij zelf noemde een "onafhankelijk promotor, organisator en kunstenaar te Rotterdam." Hij verrijkte de Rotterdamse kunstwereld als bedenker van een jaarlijks terugkerend performance-festival in het theater Lantaren/Venster. Eind jaren 80 organiseerde hij een opmerkelijke tentoonstelling over erotiek en architectuur, en ging met zijn eigen werk verder op dit spoor.

### Fotografie
In de jaren 60 maakte Wink van Kempen enige naam als onafhankelijk fotograaf in binnen- en buitenland. Zo leverde hij in 1970 de coverfoto van het Engelse vaktijdschrift Creative Camera voor artistieke fotografie en documentaire fotografie. Dit was de eerste coverfoto van het blad in kleur, en een sensatie op zichzelf.
Van Kempen werd in die tijd beïnvloed door de Popart, met name door het werk van Allen Jones. Van de coverfoto had hij een afbeelding gekozen van een jonge vrouw op pumps met een zwarte glimmend plastic jas tegen een zwarte achtergrond met wat felle kleuraccenten. Van Kempen meende, dat juist dat kleurgebruik in die foto een compleet valse indruk gaf van de persoonlijkheid van de dame.

### Performance Festival Rotterdam,
Tussen 1981 en 1986 zijn er in het Rotterdamse Lantaren/Venster theater vier performance-festivals gehouden op initiatief van Wink Van Kempen. Het eerste festival werd gehouden in 1981, en daarna Perfo 2 in 1984, Perfo 3 in 1985, en Perfo D in 1986.
In de kunststroming Fluxus, ontstaan in New York in het begin van de jaren 60, speelden de performances reeds een belangrijke rol. Deze kunstvorm bleef bij het grote publiek echter nog relatief onbekend. In een artikel in Het Vrije Volk (1984) naar aanleiding van Perfo 2 werd deze kunstvorm eerst als volgt omschreven:
Van alle kunstvormen is de performance (letterlijk: de daad, de voorstelling) ongetwijfeld de merkwaardigste. Wij bedoelen maar: Chris Burden bijvoorbeeld, liet zich ooit door een vriend van de trap schoppen. Hij kruisigde zichzelf op de achterklep van een Kever, bestuurd door zijn echtgenote. Hij bungelde veertien dagen 'bij wijze van lijk' op een plank in een galerie. Hij lag een poosje als verkeersslachtoffer langs een rijksweg. En hij vuurde vanaf de grond naar een overkomend passagiersvliegtuig. Waarmee het oeuvre van de Amerikaan voldoende getypeerd moge zijn.
Overbodig te vermelden, dat dit soort expressie bij menigeen vragen oproept. Sterker nog, veel cultuurliefhebbers gruwelen van wat als 'volksbedrog' en 'verwerpelijke aanstellerij' wordt afgedaan...
Voor Wink van Kempen was dit aanleiding genoeg zich te blijven inzetten met het performance-festival. Hij zag de performance als "de puurste vorm van kunst bedrijven," en zag het festival als "zijn visitekaartje aan de stad Rotterdam."

### Fantastische fotografie - de Rotterdamse School
In 2010 nam Van Kempen deel aan de expositie Fantastische fotografie - de Rotterdamse School van het Museum Rotterdam, toen nog gevestigd in Het Schielandshuis. De gastcurator was Rommert Boonstra, zelf ook fotograaf en dichter. Volgens hem speelde Rotterdam in de jaren 80 een voortrekkersrol op het gebied van de fotografie:
... Diverse fotografen leggen niet de realiteit vast, maar creëren hun eigen werkelijkheid met de camera. Zo komt een aan het surrealisme verwante 'Rotterdamse School' tot bloei in een stad die zich graag laat voorstaan op een realistische aanpak.
De Rotterdamse School werd gevormd door kunstenaars, fotografen en filmmakers, waaronder Rommert Boonstra, Hans Citroen, Henk Elenga, Daan van Golden, Gerard Hadders, Gerald van der Kaap, Cor Kraat, Geer Pouls, Lydia Schouten, en Henk Tas. Volgens Boonstra maakte Nederland begin jaren tachtig:
... kennis met een lichting fotografen die méér wilde dan het reproduceren van de bestaande werkelijkheid. De realiteit is niet genoeg, ze zoeken beelden van nieuwe, onbekende werelden. Deze fantastische werelden leggen ze vast door ze zelf te creëren in geënsceneerde fotografie. Door de grote rol van Rotterdamse fotografen wordt deze door het surrealisme beïnvloedde stroming ook wel de Rotterdamse School genoemd...
Een bindende factor in deze Rotterdamse School was de grafische werkplaats van Lantaren/Venster, waar onder anderen Wink van Kempen, Gerald van der Kaap, Henk Tas, en de leden van het vormgeverscollectief Hard Werken elkaar ontmoetten en samen experimenteerden.

## Receptie
Wink van Kempen heeft met de jaren zijn steentje bijgedragen aan de bevordering van het Rotterdamse kunstklimaat. In een studie uit 2007 over de creatieve industrie in Rotterdam tussen 1970 en 2000 werd hij op een lijn gezet met andere culturele ondernemers als Rem Koolhaas, Beerend Lenstra, de leden van Hard Werken, te weten Gerard Hadders, Paul Hartland en Henk Elenga, de kunstenaars van Kunst & Vaarwerk, onder wie Cor Kraat, en Ted Langenbach, Joop Hakvoort en Daan van der Have.

## Exposities, een selectie
- 1974. Kunst Bleibt Kunst: Projekt '74. Kunsthalle, 1974.[20]
- 1983. Installatie Droomzicht, i.s.m. Hajo Piebenga, Lantaren/Venster. Rotterdam[21]
- 1988. Architectuur en Erotiek, Galerie De Lachende Koe, Rotterdam[14]
- 1990. Fort noks : lilith's lijn, De Fabriek Eindhoven met lezing op 18 mei 1990.
- 1991. Fotografie van Wink van Kempen, Winfred Evers en anderen, Galerie Van in Haarlem.[22]
- 1996. Beyond their Sex. Arti et Amicitiae, Amsterdam.[3][23]
- 2004. Rooie Oogies, Galerie Mama, Rotterdam.[24]
- 2009. De Zwarte Ruyter, Stichting Chinaski, Rotterdam.
- 2010. Fantastische Fotografie. Het Schielandshuis, Museum Rotterdam.[25]

## Publicaties, een selectie
- Kempen, Wink van (foto's); Henk Elenga (vormgeving omslag). De laffe nomaden. Gemeen Goed Uitgave, Rotterdam 1975.
- Wink van Kempen. Perfo Time, catalogus Performance Festival Rotterdam, 1983
- Wink van Kempen. Eros & Arch. 1988.
- Bulthuis, Pieter, Pieter van Oudheusden & Wink van Kempen. Anton Vrede - Elephants & Flowers. Vormgeving Rotterdam, 1991.
- Henri van Zanten, Wink van Kempen (fotogr.) e.a. Zanten, Henri van - Theatraal onderzoek : sedert 1984 - Theatrical research : since 1984. Rotterdam, : Stichting De Kist/Rotterdamse Schouwburg, 1991.
- Wink van Kempen. Wink van Kempen : whips & time. 1992.